# Nova Castilho
Nova Castilho é um município brasileiro do estado de São Paulo. A cidade tem uma população de 1.074 habitantes (IBGE/2024).

## História

### Formação territorial-administrativa
Histórico da formação do município:
- Distrito de Japiúba criado no município de General Salgado, com sede no povoado denominado São Luiz, em 24/12/1948.
- Sede do distrito transferida para o povoado de Vila Castilho em 27/06/1961.
- Município criado pela Lei nº 9.330, de 27/12/1995.

## Geografia
Localiza-se a uma latitude 20º45'47" sul e a uma longitude 50º20'35" oeste, estando a uma altitude de 420 metros. Possui uma área de 183,2 km².

## Demografia

### População
| Crescimento populacional                             | Crescimento populacional | Crescimento populacional | Crescimento populacional |
| Ano                                                  | População Total          |                          | %±                       |
| ---------------------------------------------------- | ------------------------ | ------------------------ | ------------------------ |
| 2000                                                 | 991                      |                          | —                        |
| 2010                                                 | 1 125                    |                          | 13,5%                    |
| 2022                                                 | 1 062                    |                          | −5,6%                    |
| Est. 2024                                            | 1 074                    | [ 6 ]                    | 1,1%                     |
| Fontes: Censos Demográficos IBGE e Estimativas SEADE |                          |                          |                          |

### Dados demográficos
Dados do Censo - 2010
População total: 1.125
- Urbana: 746
- Rural: 379
- Homens: 556[11]
- Mulheres: 569

Densidade demográfica (hab./km²): 5,39
Dados do Censo - 2000
Mortalidade infantil até 1 ano (por mil): 14,28
Expectativa de vida (anos): 72,09
Taxa de fecundidade (filhos por mulher): 1,94
Taxa de alfabetização: 86,99%
Índice de Desenvolvimento Humano (IDH-M): 0,761
- IDH-M Renda: 0,631
- IDH-M Longevidade: 0,785
- IDH-M Educação: 0,868

(Fonte: IPEADATA)

## Infraestrutura

### Comunicações
O sistema de telefones automáticos, assim como o sistema de discagem direta à distância (DDD) com o código de área (0174), foram implantados pela Telecomunicações de São Paulo (TELESP).
Na década de 90 o código DDD da cidade foi alterado para (017), para padronização do sistema telefônico com a telefonia celular que estava sendo implantada em todo o estado.

## Religião
O Cristianismo se faz presente na cidade da seguinte forma:

### Igreja Católica
- A igreja faz parte da Diocese de Jales.[15]

### Igrejas Evangélicas
Entre as igrejas protestantes históricas, pentecostais e neopentecostais, encontram-se na cidade:
- Assembleia de Deus Ministério do Belém.[18][19]
- Congregação Cristã no Brasil.[20]